# نیواورلان روتردام
نیواورلان روتردام (انگلیسی: New Orleans) ساختمان مسکونی ۴۴ طبقه مستقر در شهر روتردام، هلند است، که در سال ۲۰۱۰ احداث گردید.